# Abdelmalek Sellal
Abdelmalek Sellal (em árabe: عبد الملك سلال, Constantina, 1 de agosto de 1948) é um político argelino, que serviu como primeiro-ministro entre setembro de 2012 e março de 2014 e entre abril de 2014 e maio de 2017.

## Vida e carreira
Sellal foi nomeado primeiro-ministro pelo presidente Abdelaziz Bouteflika em 3 de setembro de 2012.  Sellal é considerado um tecnocrata e esteve envolvido nas campanhas eleitorais presidenciais de Bouteflika em 2004 e 2009. Ele substituiu Ahmed Ouyahia como primeiro-ministro.
Sellal deixou o cargo em março de 2014 para liderar a campanha de reeleição do enfermo presidente Bouteflika. Após a vitória de Bouteflika, ele reconduziu Sellal como Primeiro-Ministro em 28 de abril de 2014.
Em junho de 2019, Sellal foi detido sob custódia pela suprema corte do país como parte de uma investigação anticorrupção.
Em dezembro de 2019, ele foi condenado a 15 anos de prisão.
Em março de 2020, um tribunal de apelações manteve sua sentença.